# Geheim recht
Geheim recht bestaat uit rechtsregels waarvan het publiek geen kennis kan nemen. Niet-afgekondigde wetten kwamen voor in de Sovjet-Unie en andere landen van het Oostblok. In de Verenigde Staten groeide de term in gebruik na de aanslagen van 11 september 2001. Rond de Patriot Act bestaan geheime interpretaties en opinies van overheden (onder meer presidentiële richtlijnen, opinies van het Office of Legal Counsel, uitspraken van het Foreign Intelligence Surveillance Court). Ze worden gerechtvaardigd onder verwijzing naar de nationale veiligheid. Er bestaan ook bindende verdragen met derde landen die geclassificeerd zijn.

## In de literatuur
In Franz Kafka's boek Het proces wordt Joseph K. veroordeeld en terechtgesteld op grond van geheim recht.